# Ashanti-Ring

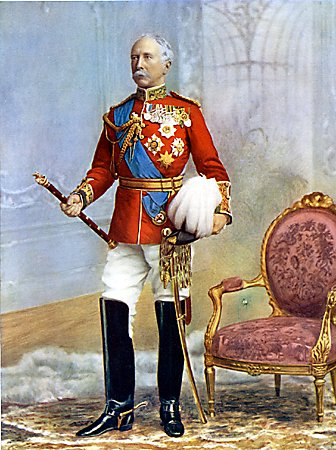
Viscount Wolseley aus Celebrities of the Army, London 1900

Der Ashanti-Ring oder Wolseley-Ring die Wolseley-Gang war eine Gruppe britischer Offiziere um den späteren Feldmarschall Garnet Wolseley, 1. Viscount Wolseley, die im viktorianischen England führende militärische Positionen einnahmen. 

## Entstehung des Rings
1873 wurde Garnet Joseph Wolseley nach Westafrika geschickt, um gegen das Aschanti-Königreich zu kämpfen (3. Aschanti-Krieg). Er erreichte Afrika mit 35 Offizieren. Diese Männer, mit deren Hilfe er eine Armee aus Einheimischen aufbaute und die Hauptstadt der Aschanti eroberte, hatte Wolseley vorher selbst ausgesucht. Sie wurden später als der Ashanti- oder Wolseley-, in Anlehnung an Wolseleys Vornamen manchmal auch Garnet-Ring, bezeichnet und galten als besonders talentiert. Bereits nach dem Krimkrieg hatte Wolseley begonnen, die besten Offiziere, die er traf, in einem Netzwerk loyaler, fähiger Männer zu versammeln. Den Rest der Männer lernte er bei der, von ihm geführten, Red-River-Expedition (1870) kennen.

## Bedeutung
Die Gruppe erlangte durch gegenseitige Unterstützung einen bedeutenden Einfluss auf die viktorianische British Army und übernahm bis zum Ende des Jahrhunderts die führenden Positionen. Die Männer nahmen teil an den meisten britischen Feldzügen dieser Zeit. Sie kämpften 1879 im Zulukrieg in Südafrika, bei der Besetzung Ägyptens zur Niederschlagung der Urabi-Bewegung (1882), im Sudan im Zuge des Mahdi-Aufstandes und im Zweiten Burenkrieg (1899–1902). 
Zwei Mitglieder des Ringes erreichten den höchsten britischen Dienstgrad Feldmarschall (Garnet Joseph Wolseley, Evelyn Wood) und vier erlangten den zweithöchsten Rang Full General. Drei der Männer (Wood, McNeill, Buller) wurden mit dem Victoriakreuz, der höchsten Auszeichnung Großbritanniens für überragende Tapferkeit im Angesicht des Feindes ausgezeichnet, welche in der britischen Geschichte nur an 1.350 Männer verliehen wurde.
Gegen Ende des 19. Jahrhunderts rivalisierte der Ring Wolseleys, die so genannten Afrikaner, mit den Indern, dem Ring von Frederick Roberts, 1. Earl Roberts. Wolseleys Ashanti-Ring stand dafür die britischen Truppen im Mutterland zu verstärken um für einen Krieg gegen Frankreich oder Russland in Europa gerüstet zu sein. Im Gegensatz dazu war die Gruppe um Lord Roberts dafür die britischen Truppen in Indien zu stärken und dort eine Entscheidung gegen Russland zu suchen (Great Game). Während des Burenkrieges wurde der erfolglose Afrikaner Redvers Buller durch Lord Roberts ersetzt und Roberts wurde 1900 auch Nachfolger Wolseleys als Oberbefehlshaber der britischen Armee.

## Mitglieder
Zum Ashanti-Ring gehörten u. a.:
| höchster Dienstgrad | Name                                  | höchste Funktion                                              |
| ------------------- | ------------------------------------- | ------------------------------------------------------------- |
| Feldmarschall       | Garnet Wolseley, 1. Viscount Wolseley | Oberbefehlshaber der britischen Armee                         |
| Feldmarschall       | Evelyn Wood                           | Kommandierender General des II. Armeekorps                    |
| General             | Redvers Buller                        | Oberbefehlshaber der britischen Truppen im Burenkrieg         |
| General             | Baker Creed Russell                   | Befehlshaber des Southern District                            |
| General             | Henry Brackenbury                     | Director-General of Ordnance im Kriegsministerium             |
| General             | George Richards Greaves               | Oberbefehlshaber in Bombay                                    |
| General             | Archibald Alison                      | Befehlshaber des Aldershot District Command                   |
| Generalleutnant     | William Francis Butler                | Befehlshaber des Aldershot District Command                   |
| Generalleutnant     | John Plumptre Carr Glyn               | Befehlshaber des Eastern District                             |
| Generalmajor        | John Carstairs McNeill                | Brigadekommandeur im Sudanfeldzug                             |
| Generalmajor        | John Frederick Maurice                | Professor für Militärgeschichte am Staff College              |
| Generalmajor        | Hugh McCalmont                        |                                                               |
| Generalmajor        | Herbert Stewart                       | Befehlshaber des Camel Corps bei der Gordon Relief Expedition |
| Generalmajor        | George Pomeroy Colley                 | Oberbefehlshaber im Ersten Burenkrieg                         |
| Oberst              | Cromer Ashburnham                     | Adjutant der Königin                                          |
|                     | Frederick Charles Denison             |                                                               |